# Christus Epheta
| Christus Ephetha, Homberg (Efze)                       |                                  |
|                                                        |                                  |
| Christus-Epheta-Kirche mit Campanile und Kirchenschiff |                                  |
| Ort                                                    | Homberg (Efze)                   |
| Konfession                                             | römisch-katholisch               |
| Diözese                                                | Fulda                            |
| Patrozinium                                            | Christus Epheta (Markus 7,31–37) |
| Baujahr                                                | 1956–1957                        |
| Bautyp                                                 | Saalkirche                       |
| Funktion                                               | Pfarrkirche                      |

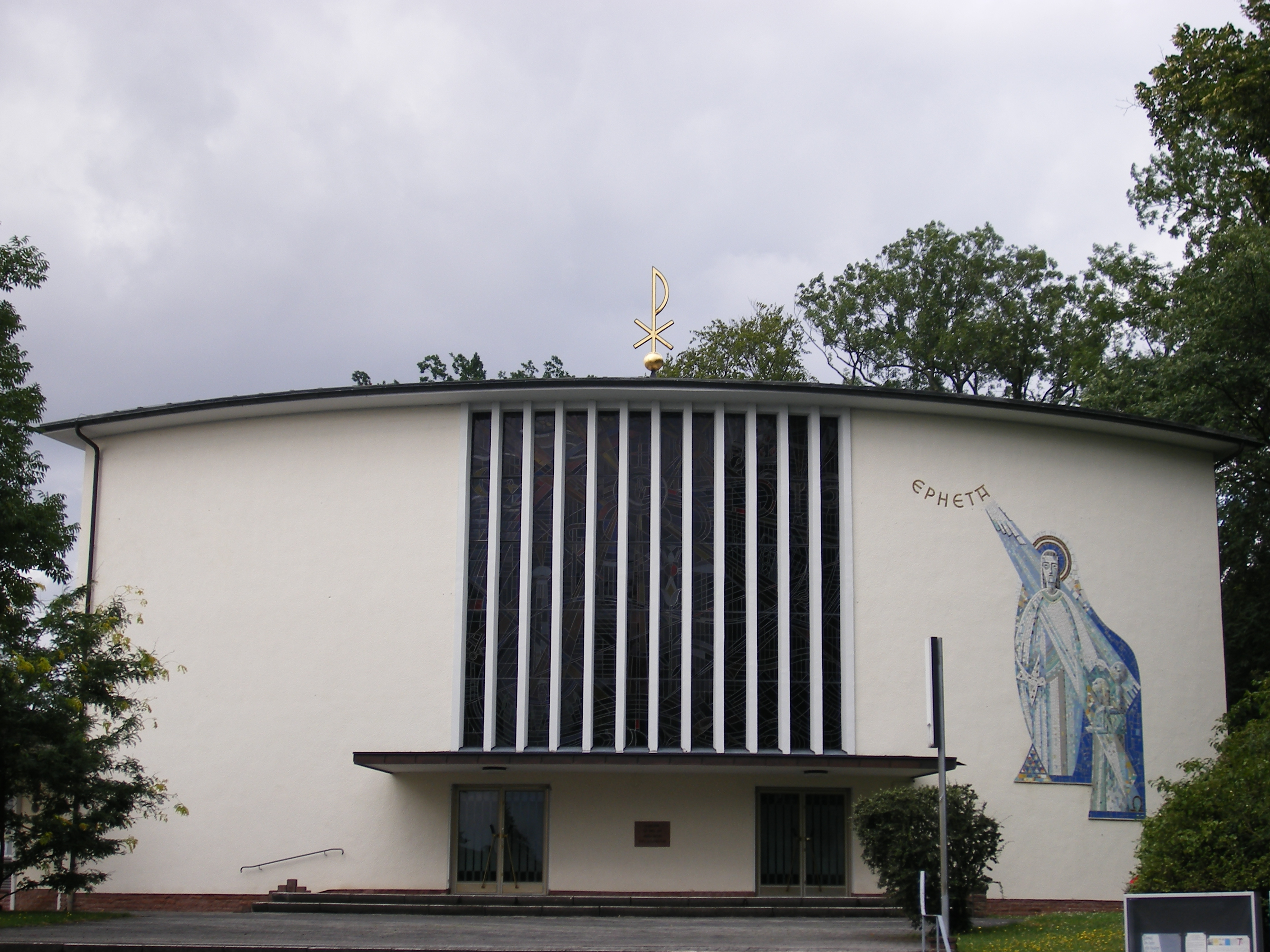
Südfassade der Kirche

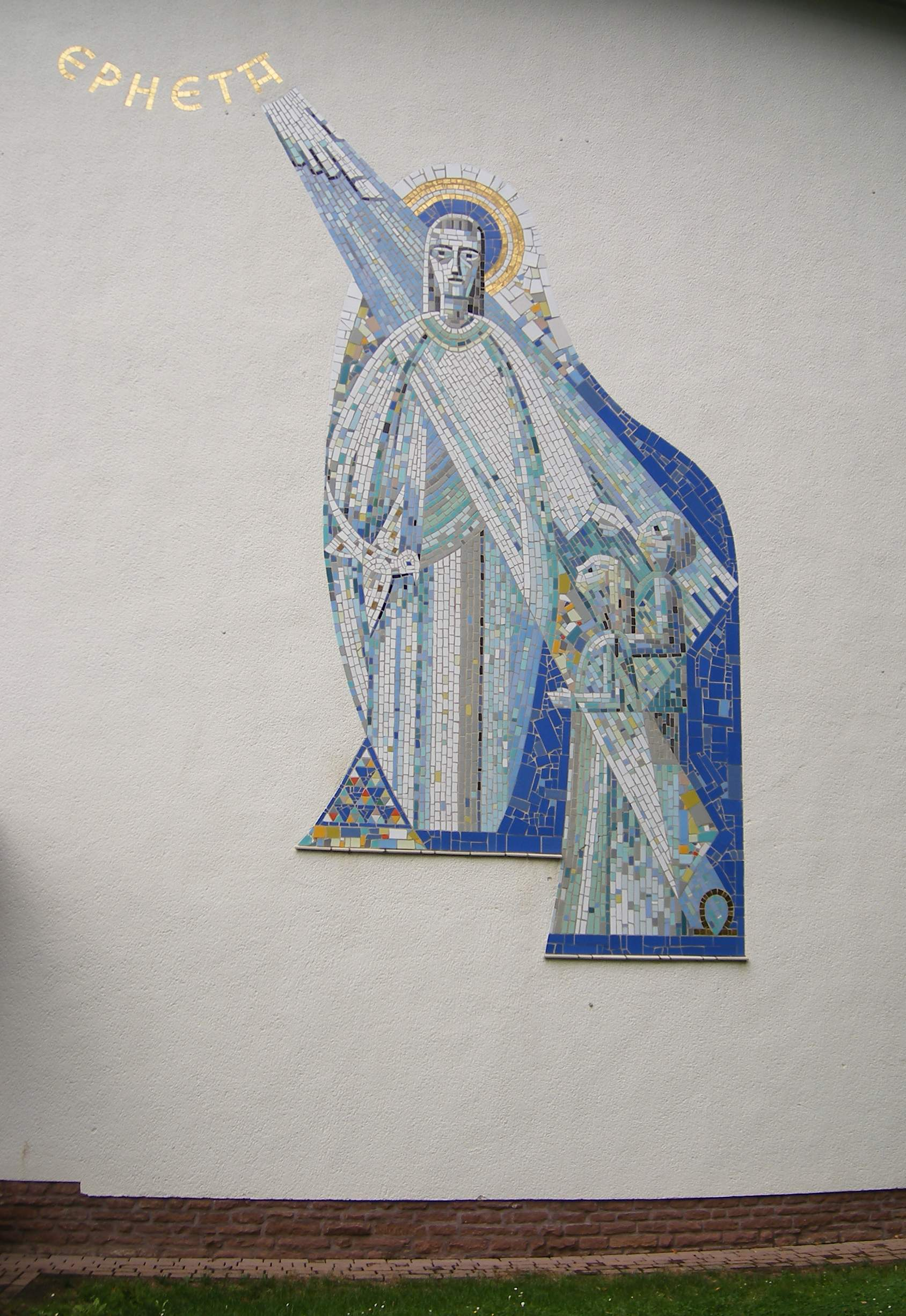
Mosaik an der Fassade

Christus Epheta ist eine römisch-katholische Pfarrkirche im nordhessischen Homberg (Efze). Die Gemeinde gehört zum Bistum Fulda. Epheta stammt von dem aramäischen Jesuswort Effata für  Öffne dich!
Das Kirchengebäude mit westlich angrenzendem Pfarrhaus und Pfarrzentrum steht auf dem Grundstück Kasseler Straße 4-6 zwischen dem Adolph-Kolping-Weg und der Parkstraße am alten Friedhof.

## Geschichte
Nach der Reformation gab es 375 Jahre in Homberg keine katholische Gemeinde mehr. Erst 1899 wurde für die zugezogenen Katholiken das Missionshaus mit einer Kapelle auf dem Grundstück Ziegenhainer Straße 20 gebaut. Durch den Zuzug von vielen Heimatvertriebenen und Flüchtlingen in der Nachkriegszeit des Zweiten Weltkriegs wuchs die katholische Gemeinde in Homberg wieder stark an und die Kapelle wurde vergrößert, in den 1950er Jahren wurde der Bau einer neuen Kirche geplant. Für diese konnte ein Grundstück auf der Westseite des alten Friedhofs an der Kasseler Straße erworben werden. Das bisherige Missionshaus wurde 1958 in das katholische Altersheim St. Marien umgebaut.

## Kirchengebäude
Die Kirche wurde in den Jahren 1956 und 1957 nach den Plänen des Kasseler Architekten Josef Bieling errichtet. Der Erste Spatenstich erfolgte am 15. August 1956. Die Grundsteinlegung nahm am 23. September 1956 Dechant Heinrich Becker aus Fritzlar vor. Die Konsekration von Kirche und Altar fand am 25. August 1957 durch den Fuldaer Weihbischof Adolf Bolte statt.
Das Gebäude befindet sich in hoher Hanglage nahe der Altstadt am Stadtpark, einem aufgelassenen Friedhof. Die architektonische Gesamtanlage der Kirche steht unter Denkmalschutz. Von der Straße aus führt eine breite Freitreppe zunächst zum freistehenden Glockenturm mit Kreuz; breit hingelagert tritt die Kirchenfassade von der Straße zurück. Ein geschwungener Laubengang mit Eisenpfeilern und Flachdach verbindet Turm und Kirche. Ein krönender Posaunenengel aus Stahl auf der Chorkuppel über dem Altar ziert das Gotteshaus und ist nur von Ferne sichtbar.
Den Grundriss der Kirche bildet ein schmaler Kreissektor mit der erhöhten Apsis im nördlichen Zentrum, die von einem steinernen Altar unter einem Bronzekreuz dominiert wird. Nahe dem gleichfalls steinernen Ambo steht eine Marienstatue von Anton Vogt. Über der Apsis spendet eine dreistufige Kuppel Licht. Die Kirchenbänke mit 290 Sitzplätzen sind kreisförmig auf den Altar ausgerichtet. Das zwölfteilige Bleiglasfenster in der südlichen Schauseite steht für die zwölf Apostel und stellt das Apostolische Glaubensbekenntnis in Farbe und Licht dar. Darunter befindet sich die über die gesamte Breite reichende Orgelempore, unter der mittig das Taufbecken zwischen den beiden Eingangsportalen steht.

## Mosaik an der Außenfassade
Die Südfassade zur Straße ist rechts mit einem Mosaik dekoriert, das den Namen der Kirche nach dem Effata-Abschnitt 7,31-37 des Markusevangeliums aus dem Heilungsbericht eines Taubstummen illustriert. Es zeigt zwei gehörlose Kinder ohne Mund und Ohren, die von der Hand Gottes berührt werden. Gestaltet wurde das Mosaik von Gerhard Dechant in Homberg. Am Schlossberg befindet sich unweit die Hermann-Schafft-Schule für Hör- und Sehbehinderte.

## Glockenturm
Der 30 Meter hohe Campanile links vor der Kirche bildet einen sichtbaren Akzent am westlichen Stadteingang. und beherbergt ein vierteiliges Geläut. Das Geläut ist mit dem Geläut der evangelischen Marienkirche abgestimmt. Hierfür wurden vom Heidelberger Glockengießer Friedrich Wilhelm Schilling am 29. November 1961 vier Bronze-Glocken gegossen und am 14. Januar 1962 geweiht. Die Glocken im Einzelnen:
| Nr. | Name                         | Schlagton | Masse    | Durchmesser |
| --- | ---------------------------- | --------- | -------- | ----------- |
| 1   | Christus Epheta              | f′        | 1023 kg0 | 115,3 cm    |
| 2   | St. Josef – Ora et Labora    | g′        | 708 kg   | 102,3 cm    |
| 3   | Maria Assumpta               | b′        | 514 kg   | 091,0 cm    |
| 4   | Friedensglocke Pax et Unitas | c″        | 356 kg   | 080,4 cm    |